# The Cutting Room
The Cutting Room var et spillested i New York, der var åbent fra sidst i 1999 til januar 2009. Der blev spillet alle former for musik på stedet. Indehaverne var skuespilleren Chris Noth og Steve Walter, der har gået på Berklee College of Music.